# Susan Oswell
Susan Oswell (* 1955 in Newcastle, England) ist eine britisch-deutsche Tänzerin und Komponistin.

## Leben
Oswell wurde 1955 in Newcastle als Tochter eines Bauingenieurs geboren. Im Alter von vier Jahren begann sie ihre Tanzausbildung. Als sie sieben Jahre alt war, zog die Familie nach Southampton. Mit 11 Jahren trat Oswell in das Ballettinternat in Tring ein, wo sie ihre Ausbildung bis zum 16. Lebensjahr fortsetzte. Noch als Schülerin schrieb sie eine Choreografie für Igor Strawinskys „Sacre du printemps“. Danach setzte Oswell ihr Studium in London fort, wo sie drei Jahre später die Tanzausbildung abschloss.
Im Rahmen eines Vortanzens für das Iranische Nationalballett wurde die junge Tänzern ausgewählt, vor dem Schah Reza Pahlavi im Palast von Teheran aufzutreten. Die Darbietung umfasste europäisches Repertoire, somit tanzte Oswell „Petruschka“, „Boléro“ und Liszts „Les Préludes“.
1975 schloss sich Oswell einer Pariser Ballett-Compagnie auf der Seine-Insel „Saint Louis“  an, mit der sie auf Tournee nach Indien ging.
1975 bis 1982 hatte die Tänzerin ein Festengagement in Bonn. In dieser Zeit übte die in Wuppertal schaffende Künstlerin Pina Bausch einen entscheidenden Einfluss auf die tänzerische Entwicklung Oswells aus. Gleichzeitig lernte Oswell den Komponisten Franz Hummel kennen, der immer wieder als Komponist für das Bonner Theater tätig war. Ab 1979 entspann sich eine intensive Zusammenarbeit, später heirateten die beiden und zogen zusammen nach Riedenburg.
Aufgrund erschwerter Arbeitsverhältnisse in Bonn gründete Susan Oswell zusammen mit der Choreographin und späteren Opernregisseurin Rosamund Gilmore und dem Tänzer Ian Owen die freie „Laokoon Dance Group“, welche zunächst vom Frankfurter Theater am Turm produziert wurde und viele Uraufführungen präsentierte. Eines der bekanntesten Werke des Ensembles ist „Blaubart“, dessen Libretto Oswell selbst verfasste, während Franz Hummel die Musik schrieb und Rosamund Gilmore die Choreographie. Mit diesem Stück gastierte das Ensemble unter anderem in Leningrad (heute St. Petersburg), an der Bayerischen Staatsoper München, bei den Wiener Festwochen und in Regensburg. Zudem wurde das Stück für das ZDF verfilmt.
1984 wurde Oswell von den Kritikern zur Schauspielerin des Jahres ernannt. Danach löste das kompositorische Schaffen Oswells Bühnentätigkeit ab.
Am 11. August 1999 wurde anlässlich der totalen Sonnenfinsternis in Deutschland ihre sinfonische Dichtung „Sonnenfinsternis“ vom Moskauer Sinfonieorchester unter der Leitung von Alexei Kornienko uraufgeführt. Im Anschluss erfolgten weitere Uraufführungen von Oswells Werken, so unter anderem:
- „Endenich“, Streichquartett nach Schumann-Themen, uraufgeführt vom Georgischen Staatsquartett,
- „100 Wasser“, Liederzyklus,
- „Ulysses“, Orchesterkomposition, uraufgeführt in Halle,
- „Zelda“, Kammeroper über die Schwierigkeiten in der Liebe des Künstlerpaars Fitzgerald,
- „Symphonie choréographique – Der Fremde“,[5] Symphonie in sieben Sätzen nach Motiven von Albert Camus "L'étranger", uraufgeführt vom Philharmonischen Orchester Trier.[5]

Am 7. April 2000 wurde Franz Hummels Musical Ludwig II – Sehnsucht nach dem Paradies in Füssen uraufgeführt, wobei Susan Oswell mitwirke. Die Wiederaufnahme des Stückes durch das Theater Regensburg 2019/20 anlässlich des 80. Geburtstages des Komponisten machte einige dramaturgische Änderungen nötig, welche Oswell und Hummel gemeinsam vornahmen.
2011 trat Oswell als Frau Rasch "in Wunschkonzert" von Franz Xaver Kroetz im Ingolstädter Altstadttheater auf.
Am 7. Juni 2024 fand anlässlich des Bruckner-Jahres die Uraufführung der modernen Opernproduktion „Der Findling“ statt, die von Franz Hummel begonnen und nach dessen Tod 2022 von seiner Witwe Susan Oswell vollendet wurde. Das Werk ist eine Auftragsarbeit des Landestheaters Linz, der Text stammt von Hermann Schneider. Die Uraufführung wurde getragen vom Bruckner Orchester Linz in Zusammenarbeit mit der katholischen Kirche Oberösterreich im Alten Dom St. Ignatius in Linz.
2024 komponierte Oswell eine virtuose Cantata a voce sola mit dem Titel "Die Heldin von Gaeta", welche sie der Mezzosopranistin Astrid Mathyshek widmete und deren Premiere für 2025 angekündigt wurde.